# FK Kolos Kovalivka
FK Kolos Kovalivka (Oekraïens: ФК «Колос» Ковалівка) is een Oekraïense voetbalclub uit Kovalivka in de oblast Kiev.
De club werd in 2012 opgericht en won in 2012, 2013 en 2014 het regionale kampioenschap van de oblast Kiev. In 2014 debuteerde Kolos in de Oekraïense landelijke amateurcompetitie (vierde niveau). In 2015 verkreeg de club een proflicentie en ging in de Droeha Liha spelen. Kolos werd in 2016 direct kampioen. Na een tweede plaats in de Persja Liha in 2018, promoveerde de club naar de Premjer Liha.

## Seizoensresultaten vanaf 2014
| Seizoen | Competitie           | Niveau   | Eindstand | Beker       | Opmerking                                       |
| ------- | -------------------- | -------- | --------- | ----------- | ----------------------------------------------- |
| 2013/14 | Amateur Liha Groep 2 | IV       | 2         | --          |                                                 |
| 2014/15 | Amateur Liha Groep 2 | IV       | 2         | --          |                                                 |
| 2015/16 | Droeha Liha Groep A  | III      | 1         | 1e ronde    |                                                 |
| 2016/17 | Persja Liha          | II       | 5         | 2e ronde    |                                                 |
| 2017/18 | Persja Liha          | II       | 5         | 3e ronde    |                                                 |
| 2018/19 | Persja Liha          | II       | 2         | 2e ronde    | pd-wedstrijden > Tsjornomorets Odessa: 0-0/2-0  |
| 2019/20 | Premjer Liha         | I        | 6         | 8e finale   |                                                 |
| 2020/21 | Premjer Liha         | I        | 4         | kwartfinale |                                                 |
| 2021/22 | Premjer Liha         | I        | 8         | 8e finale   | Gespeeld tot kwartfinale i.v.m. Russische inval |
| 2022/23 | Premjer Liha         | I        | 9         | --          | Geen bekertoernooi i.v.m. Russische inval       |
| 2023/24 | Premjer Liha         | I        | 11        | 4e ronde    |                                                 |
| 2024/25 | Premjer Liha         | I        | 10        | 3e ronde    |                                                 |
| 2025/26 | .                    | 3e ronde |           |             |                                                 |

## In Europa
Uitslagen vanuit gezichtspunt FK Kolos Kovalivka
| Seizoen                                                    | Competitie        | Ronde | Land                 | Club                | Totaalscore  | 1e W       | 2e W       | PUC |
| ---------------------------------------------------------- | ----------------- | ----- | -------------------- | ------------------- | ------------ | ---------- | ---------- | --- |
| 2020/21                                                    | Europa League     | 2Q    | Vlag van Griekenland | Aris FC             | 2-1          | 2-1 (U)    |            | 2.0 |
|                                                            |                   | 3Q    | Vlag van Kroatië     | HNK Rijeka          | 0-2          | 0-2 nv (U) |            | 2.0 |
| 2021/22                                                    | Conference League | 3Q    | Vlag van Kazachstan  | Sjachtjor Karaganda | 0-0 (1-3 ns) | 0-0 (T)    | 0-0 nv (U) | 1.0 |
| Totaal aantal behaalde punten voor UEFA coëfficiënten: 3.0 |                   |       |                      |                     |              |            |            |     |